# Майкл Макдональд
Майкл Джеймс Макдональд (англ. Michael James McDonald; нар. 31 грудня 1964) — американський комік у жанрі стенд-ап, актор, режисер, письменник. Найбільш відомий роботою у скетч-шоу «Mad TV». Макдональд приєднався до шоу під час четвертого сезону у 1998 році і залишився до кінця тринадцятого та передостаннього сезону, таким чином був одним з акторів, який грав у шоу найдовший період. 
Знімався та режисерував кілька епізодів комедійно-драматичного серіалу «Клініка».

## Фільмографія, серіали, телебачення
- 1987 — «Stand Up America», в ролі себе
- 1991 — «Dance with Death», «Uncaged»
- 1992 — «Final Judgement», «In the Heat of Passion», «Body Waves», «Revenge of the Nerds III: The Next Generation»[en]
- 1993 — «Full Contact», «The John Larroquette Show», «Справи сімейні»[ru] (Season 4, Episode 24)
- 1994 — «In the Heat of Passion II: Unfaithful», «Revenge of the Nerds IV: Nerds in Love», «Revenge of the Red Baron», «No Dessert, Dad, Till You Mow the Lawn» — «The Unborn II», «Лепрекон 2: Повернення додому»
- 1995 — «The Crazysitter» (також сценарист та режисер), «Criminal Hearts», «A Bucket of Blood» (також сценарист та режисер), «Virtual eduction», «Baby Face Nelson», «Кривавий кулак 6: Нульова відмітка», «Carnosaur 2», «Hideaway», «Sawbones», «Twisted Love», «Кривавий кулак 7: Переслідування», «Seinfeld»
- 1996 — «Carnosaur 3: Primal Species», «Seinfeld»
- 1997 — «Ellen», «NewsRadio», «Casper: A Spirited Beginning», «Остін Паверс: Міжнародна людина-загадка»
- 1998 — «The Drew Carey Show», «Casper Meets Wendy», «Richie Rich's Christmas Wish», «MADtv» (1998—2008)
- 1999 — «Остін Паверс: Шпигун, який мене звабив», «Banned in America: The World's Sexiest Commercials», «Футурама»
- 2000 — «Chump Change»
- 2001— «Passions», «Клініка» (сезон 1, епізод 9), «Завойовник Зім» (озвучування)
- 2002 — «Чуваки», «Greg the Bunny», «Остін Паверс: Ґолдмембер», «Клініка» (сезон 1, епізод 12; сезон 2, епізод 3)
- 2003 — «Clone High», «Dickie Roberts: Former Child Star»
- 2004 — «Outing Riley»
- 2005 — «Fat Actress», «Desperate Housewives» (сезон 2, епізод 14), «All Grown Up!»
- 2006 — «Talkshow with Spike Feresten», «7th Heaven (2005—2007)»

- 2007 — «Клініка» (сезон6, епізод 20), «Moonpie»
- 2008 — «Клініка» (сезон 7, епізод 8), «Hannah Montana», «MADtv» (4 епізоди)
- 2009 — «Kath & Kim», «MADtv», «Scrubs» (сезон 8, епізод 18), «Reaper» (сезон 2, епізод 11), «Живий за викликом» (сезон 2, епізод 13), «Rita Rocks» (4 епізоди)
- 2010 — «Michael McDonald: Model.Citizen», «Вебтерапія»
- 2011 — «Cougar Town» (сезон 2, епізоди 16, 17)
- 2012 — «Вебтерапія»
- 2013 — «House of Lies» (сезон 2, епізоди 5, 7), «The Heat»
- 2014 — «Спільнота» (сезон 5, епізод 12)
- 2015 — «Шпигунка»
- 2016 — «Гучний дім», «MADtv», «Леді бос», «Мисливці на привидів»
- 2017 — «Nobodies» (Сезон 1, режисер)
- 2018 — «Іграшки для дорослих»
- 2019 — «Splitting Up Together» (сезон 2, епізоди 20-22, режисер), «Кмітливець» (сезон 3, епізод 7), «Crazy Ex-Girlfriend», «American Princess» (сезон 1, епізод 7)
- 2020 — «Бруклін 9-9» (сезон 7, епізод 7), «Outmatched» (епізод 7, режисер)
- 2021 — Хелловін убиває